# Leptochiton compostellanum
Leptochiton compostellanum är en blötdjursart som beskrevs av Carmona Zalvide och Victoriano Urgorri 1999. Leptochiton compostellanum ingår i släktet Leptochiton och familjen Leptochitonidae. Inga underarter finns listade i Catalogue of Life.